# Adam Nelson
Adam Nelson (Atlanta, 7 de julho de 1975) é um atleta norte-americano, campeão olímpico e mundial do arremesso do peso.
Participou de três Jogos Olímpicos, em Sydney 2000, Atenas 2004 e Pequim 2008, conquistando a medalha de prata em dois deles, Sydney e Atenas. Em 2013, porém, após uma reexame das análises de testes de doping feitas nas amostras de urina guardadas de Atenas 2004 com métodos mais modernos, o campeão na época, Yuri Bilonoh, da Ucrânia, testou positivo, perdendo a medalha de ouro que foi herdada por Nelson, tornando-o o real campeão olímpico do arremesso de peso de Atenas, a única prova daquela olimpíada realizada no mesmo estádio de Olympia onde os antigos gregos disputavam os Jogos. Ele recebeu sua medalha de ouro em 2016, durante a cerimônia de abertura da seletiva do atletismo norte-americano para os Jogos da Rio 2016, em Eugene, no Oregon, doze anos após os Jogos de Atenas 2004.
Além de sua participação olímpica, ele também tem quatro medalhas em campeonatos mundiais, três de prata em Edmonton 2001, Paris 2003 e Osaka 2007 e uma de ouro no Campeonato Mundial de Atletismo de Helsinque 2005, um ano após sua vitória olimpica.
Suas melhores marcas são 22,51 m em estádios abertos e 22,40 m indoor.